# Mairena del Alcor
Mairena del Alcor es un municipio y localidad de España, en la provincia de Sevilla, comunidad autónoma de Andalucía. Cuenta con una población de 24 238 habitantes (INE 2024). Su extensión superficial es de 70,67 km² y tiene una densidad de 340 hab/km². Se encuentra situada a una altitud de 135 metros y a 21 kilómetros de la capital de provincia, Sevilla, y a 7 km de la localidad vecina de Alcalá de Guadaíra.
Mairena del Alcor, se sitúa en la comarca de Los Alcores al igual que Carmona, El Viso del Alcor y Alcalá de Guadaíra; Los Alcores constituyen una elevación en forma de meseta inclinada de poca altura que se levanta en medio de la Depresión del Guadalquivir en la provincia de Sevilla; a su misma vez, estos municipios pertenecen administrativamente a dos comarcas distintas, en el caso de Mairena del Alcor pertenece también a la Campiña de Carmona.

## Símbolos
De la casa de Arcos procede el escudo de la villa, este es medio cortado, partido. En el primero superior, las barras de Aragón, y en el inferior el león de León.
El segundo de oro, con la imagen de San Bartolomé en su caranción y ropajes al natural y con los atributos de su martirio. El todo con bordadura de azur con ocho calderas de plata aclaradas de sable, en recuerdo de las ocho huestes que sostenían a sus expensas los Ponce de León para la defensa de la frontera contra los moros (en realidad, ocho escudetes de oro fajado de azur, de la Casa de Vidaurre). Al timbre, corona real antigua, en recuerdo de haber sido reconquistado por San Fernando.
El escudo oficial actual es una modificación reciente del escudo tradicional, al que se le ha cambiado la corona por una con lises; se ha añadido un remate conopial; se han confundido los escudetes con calderas; se ha invertido el orden del león y las barras, eliminado una de éstas; y finalmente se ha añadido una cartela barroca con ramas de laurel y encina.

## Geografía
El núcleo urbano se sitúa al norte del término, quedando al sur la vega. La mayor parte de la población se agrupa en torno al casco urbano de Mairena. Otros núcleos de población dentro del municipio son las urbanizaciones de El Torreón, Molino Romano, Cerro de los Camellos, El Campillo, La Hijuelilla, etc.
Tiene una vasta extensión de terreno, la cual se denomina «la vega». Está surcada por un arroyo casi siempre seco, el Salado. Cuando llueve, suele desbordarse, pero está a unos 4 kilómetros de la población, así que no supone riesgo alguno para ésta. En esta extensión se cultivan cereales, legumbres y olivos. La altitud oscila entre los 165 metros al norte y los 30 metros al sur, a orillas del río Guadaíra. El pueblo se alza a 127 metros sobre el nivel del mar. 
| Noroeste: Carmona            | Norte: Carmona          | Nordeste: El Viso del Alcor |
| Oeste: Alcalá de Guadaíra    |                         | Este: Carmona               |
| Suroeste: Alcalá de Guadaíra | Sur: Alcalá de Guadaíra | Sureste: Carmona            |

## Historia

### Prehistoria y Edad Antigua
El poblamiento de la comarca es muy antiguo. Existen yacimientos prehistóricos que demuestran la ocupación continuada de la zona desde el Paleolítico Final. Más tarde, en el Neolítico, se establecieron pequeños poblados para explotar la riqueza agrícola de la vega. También se han encontrado abundantes restos del inicio de la Edad de los Metales como grandes tumbas megalíticas y restos cerámicos de vasos campaniformes.
Los principales restos arqueológicos señalan la importancia de la comarca de los Alcores en la Edad del Bronce, unos 2000 años antes de Cristo, localizándose asentamientos de cabañas aprovechando las fuentes naturales que manan en las laderas de los Alcores.
El tesoro “Andrés Morales” encontrado en Mairena, compuesto por joyas de oro de rica decoración orientalizante, atestigua la presencia de la civilización tartesia durante el I milenio. La influencia de los pueblos colonizadores fenicios y griegos se demuestra en el desarrollo de la agricultura y el comercio de los metales, la decoración cerámica y los restos funerarios.
A partir del s. VI a. C., la civilización turdetana consigue desarrollar la explotación agraria de la vega y comerciante con griegos y cartagineses. La escultura del Sileno de la fotografía de la izquierda es una buena muestra del contacto con los pueblos orientales. Este busto del dios del vino de influencia griega se encontró en las Peñuelas, en el camino de Luchena, y actualmente está expuesto en el edificio del Ayuntamiento.
En época romana se establecen en la zona diversas villae, cortijos y edificaciones rurales, pertenecientes al territorio de la ciudad de Irippo situada en la Mesa de Gandul, que explotaban las fértiles tierras de la vega, de las que quedan numerosos restos. Una de ellas fue Mariana, por el nombre de su dueño Marius, que posteriormente se pronunció *Mairana y a través del árabe andalusí Mairena. Otra fue Luciana por su dueño Lucius, luego pronunciada *Luchana y a través del árabe andalusí Luchena. Durante la época visigoda y musulmana, tanto estas como otras villae continuaron activas. La pila bautismal que se conserva en la fuente del centro parroquial es visigoda.

### Edad Media

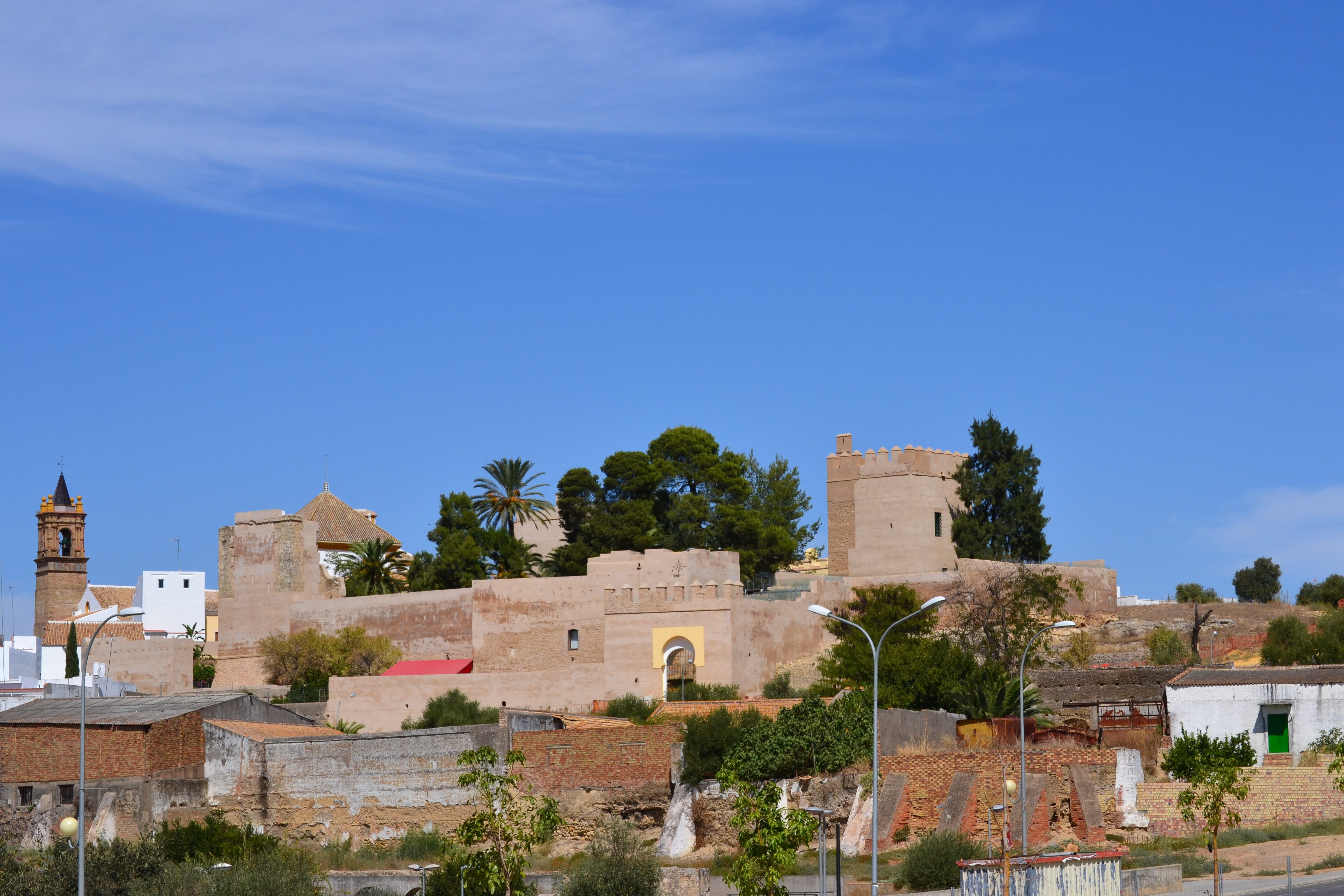
Castillo de Luna.

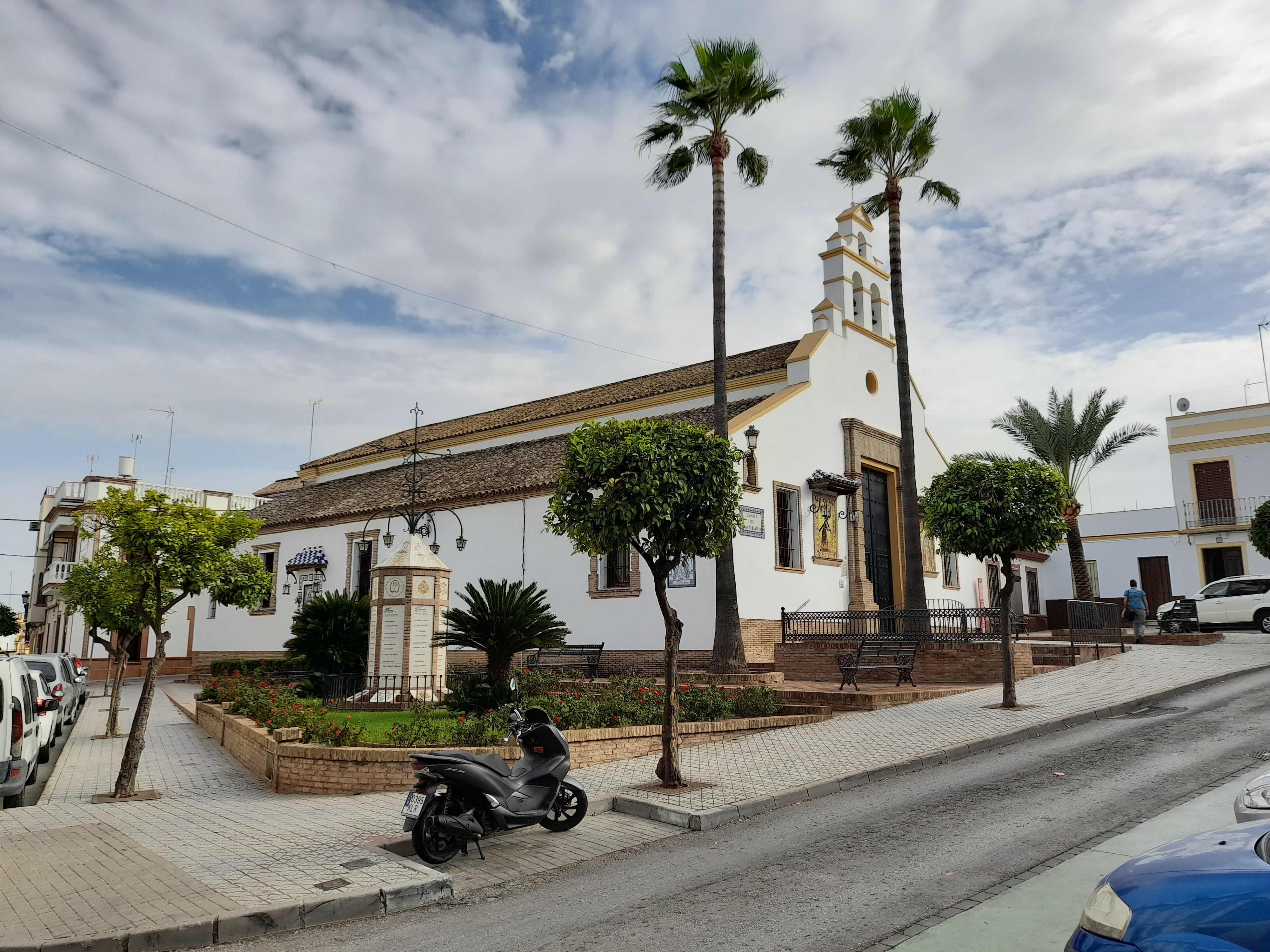
Ermita de San Sebastián, del.

En época musulmana se establece sobre el alcor una torre vigía, que pudo formar parte del cinturón de vigilancia, defensa o comunicación en los Alcores. Las tierras de Mairena cayeron bajo el poder castellano del rey Fernando III el Santo en la campaña de 1246, y la torre y la aldea de Luchena fueron donadas a la Orden de Calatrava por su participación en el cerco de Sevilla.
El 20 de noviembre de 1342 Alfonso XI de Castilla donó a Pedro Ponce de León el Viejo, señor de Marchena, el señorío de Mairena del Alcor, segregando dicho municipio de la jurisdicción de Carmona, por los servicios prestados durante sitio de Algeciras, que comenzó en 1342 y finalizó en 1344 y, tres años después, el 17 de agosto de 1345, hallándose el rey Alfonso XI en el municipio vallisoletano de Tordesillas, señaló mediante documento los términos de la villa de Mairena del Alcor.
Desde que fuera entregada a Pedro Ponce de León, en 1342, hasta la abolición definitiva de los señoríos, el municipio de Mairena del Alcor perteneció a la casa de Arcos. Alrededor del castillo, cuya parte central se construye a mediados del siglo XIV, se va concentrando la población en una pequeña aldea.
En 1441 el rey Juan II de Castilla concede el derecho a celebrar la feria de Mairena al señor de Arcos. Hacia 1470, Rodrigo Ponce de León, marqués de Cádiz, amplía el castillo de Mairena construyendo las murallas exteriores, el foso y las bocas de fuego. De esta época procede el Arco, que fue una puerta de cierre de la población que se extendía sobre un alcor, a espaldas del castillo.
La villa se consolida durante la Baja Edad Media como enclave rural del cinturón de abastecimiento de Sevilla, orientando su economía hacia el trabajo en el campo y la producción de trigo, aceite y productos hortofrutícolas para abastecer a la capital. En el siglo XV Mairena pudo alcanzar los 500 habitantes, que se ubican entre las actuales calles Real y Ancha. El núcleo central de la iglesia parroquial, la ermita de San Sebastián y la casa palacio, todos de estilo mudéjar, proceden de esta etapa.

### Edad Moderna

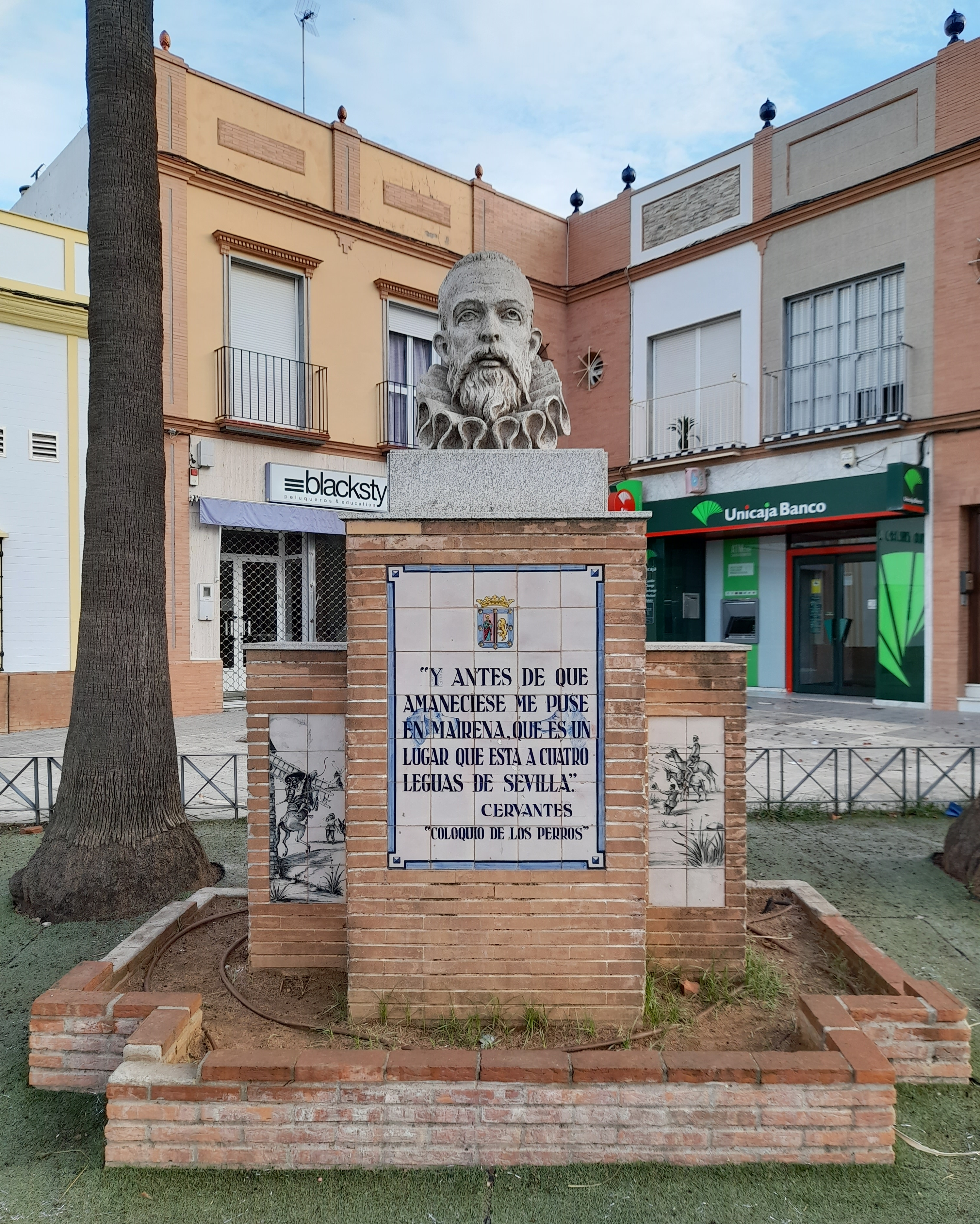
Monumento a Cervantes, que menciona a este pueblo en su obra «Coloquio de los perros». Fue realizado por Antonio Gavira Alba en 1961.

En el Renacimiento la villa experimenta un importante crecimiento a causa del descubrimiento de América y el auge de Sevilla, alcanzando los 1400 habitantes a finales del siglo XVI. Se potencia la producción de aceite y cereal, y se desarrolla la ganadería hasta hacerse famosos los caballos de Mairena.
La crisis del siglo XVII afecta a Mairena hasta reducirse su población a 1000 habitantes con las primeras epidemias del siglo. Poco a poco se va recuperando la población hasta conseguir los 2700 habitantes a finales del siglo XVIII, gracias al desarrollo de la agricultura, la construcción de 4 molinos harineros en 1780, la ampliación de la feria y la mejora del comercio en la comarca, que facilita la salida de los productos.

### Edad Contemporánea

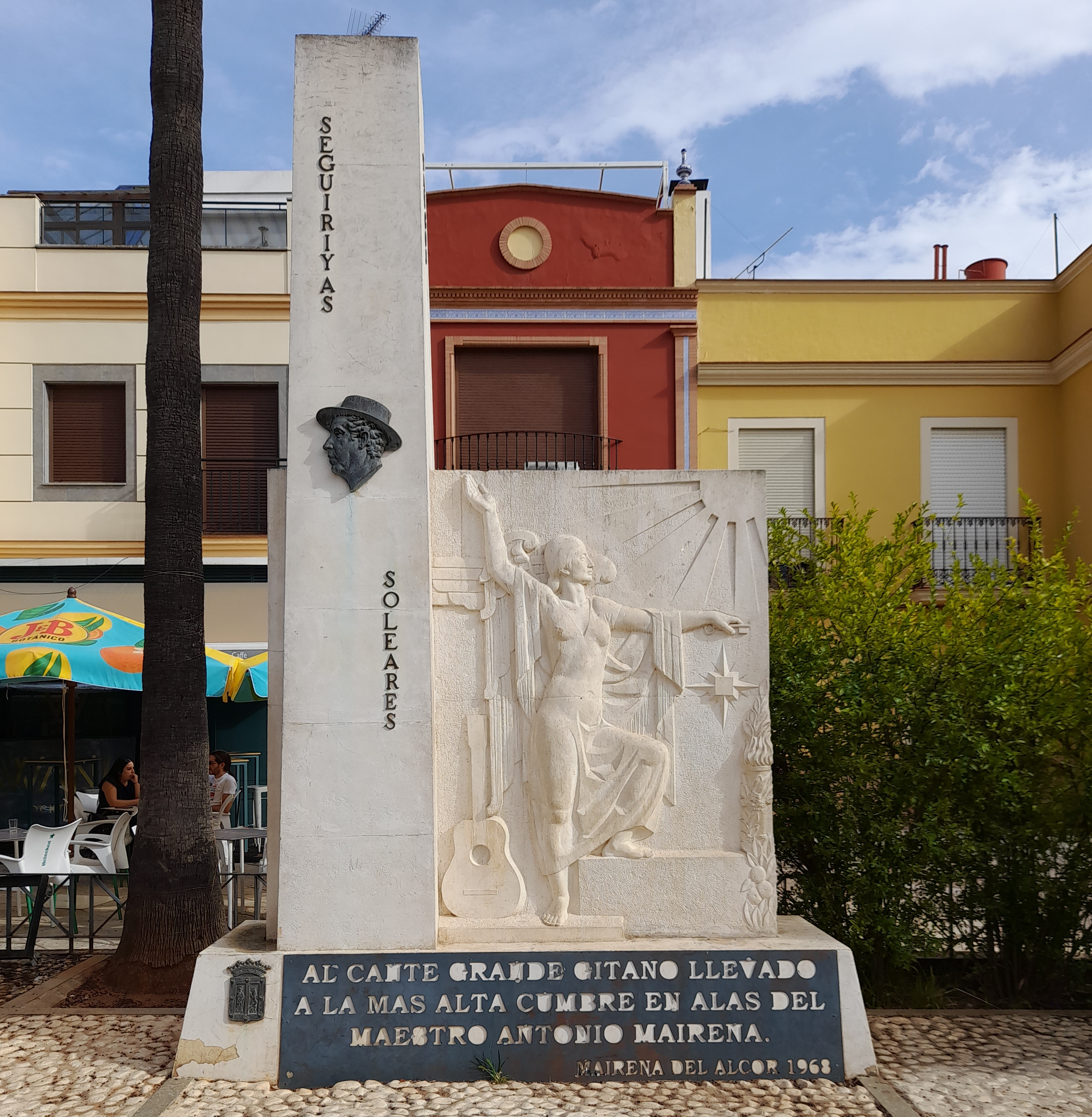
Monumento al Cante Gitano, de 1968.

El ejército francés ocupa Mairena en la guerra de la Independencia española, estableciendo en enero de 1810 un cuartel de abastecimiento para las tropas. Durante el siglo XIX la villa crece debido al aumento de la natalidad. La casa de Osuna consigue una gran autonomía, después de haber asumido los títulos de la casa de Arcos en 1780. La iglesia de Mairena pierde sus propiedades y rentas durante el proceso de Desamortización de 1836. Varias hermandades pierden sus tierras y desaparecen, y el duque de Osuna pasa a ser propietario de los mayores cortijos de la villa tras el fallo del Juzgado de Alcalá. En la segunda mitad del siglo XIX el cultivo de la naranja se expande por las huertas del Alcor, que se exporta con grandes beneficios. En 1877 el ferrocarril llegó a la localidad, mejorando las comunicaciones y facilitando la exportación de los productos maireneros.
A finales del siglo XIX el arqueólogo inglés Jorge Bonsor excava en los Alcores, compra el castillo en 1902 y lo reedifica como residencia particular. Allí instala la colección arqueológica que obtiene de sus excavaciones. En el primer tercio del siglo XX se moderniza Mairena con la construcción de edificios públicos como colegios y cementerios, el empedrado de calles, la modernización del ayuntamiento y la construcción de la primera fábrica de procesado industrial. El desarrollo de Sevilla con la exposición del 29 permite a los maireneros hacer negocios en la construcción, y exportar pana, aceites y fruta a Sevilla. Durante la Guerra Civil se destruyen algunas imágenes religiosas como el cuadro del Cristo de la Cárcel; diversos enseres, pasos e imágenes de hermandades y algunos altares de las Iglesias. Los años de hambre de la época franquista se soportan en Mairena con el estraperlo, el trabajo duro en el campo y la fertilidad de la tierra que proporciona buenas cosechas.
En la década de 1960 y 1970 se desarrolla el municipio hasta integrarse en el cinturón periurbano de Sevilla. Ya existen en Mairena fábricas de procesado de productos agrícolas, panificadoras, fábricas y talleres de carpintería y metal, y un activo y creciente sector de la construcción. El campo se moderniza con la introducción de tractores y maquinaria. La antigua feria de ganado se convierte en fiesta y los primeros universitarios maireneros empiezan a destacar en sus sectores profesionales. Así, Mairena se consolida como una de las poblaciones cercanas a la capital con más próspero futuro. Hoy en día, los maireneros apuestan por un creciente sector terciario muy diversificado: comercio, hostelería, restauración, transporte de mercancías, industria de transformación de la madera y el metal, etc.

## Demografía
Cuenta con una población de 24 238 habitantes (INE 2024).
| Gráfica de evolución demográfica de Mairena del Alcor entre 1842 y 2021                                             |
| |
| Población de derecho según los censos de población del INE Población de hecho según los censos de población del INE |

En 1842, año del primer censo realizado sobre la localidad, residían en Mairena del Alcor 3623 personas. En el censo de 1857 se contempla un salto hasta las 4493 personas.
Durante los 100 años siguientes (1842-1940) la población llega a casi duplicarse, y se duplica de nuevo en el período de 1940-2000. Una de las excepciones a este crecimiento se encuentra en el período de 1930-1940. La población "de hecho" baja en 177 vecinos, mientras que la población "de derecho" baja en 65. Este descenso puede atribuirse a las consecuencias de la Guerra Civil. La otra excepción se encuentra en el período de 1950-1960 con un descenso de casi 300 habitantes, achacable al proceso típico de la época de migración hacia las ciudades y al extranjero por causas económicas.
La década de 1990 no produce un aumento significativo en la población de la localidad. Es con la entrada del siglo XXI que la población recibe un aumento importante de población, con más de 5000 nuevos habitantes en el período de 2002 a 2014, momento en el que se estabiliza de nuevo el crecimiento, achacable a la mejora generalizada de infraestructuras y servicios a nivel regional que vuelven la zona más atractiva y moderna de cara a nuevos habitantes.

## Comunicaciones
- El pueblo está comunicado por carreteras, por la A-392, que va desde Dos Hermanas hasta Carmona, pasando por Alcalá de Guadaíra, la propia Mairena y El Viso del Alcor. En el año 2007, el tramo desde Alcalá hasta Mairena fue desdoblado, creando también una variante (Variante de Mairena y El Viso del Alcor) que circula por el norte de ambas localidades, pasando a coger éstos el nombre de A-392 y la travesía entre Mairena y el Viso, A-398. Desde la rotonda de entrada a Mairena, sale el ramal de la variante, y otro para el mairenero polígono Gandul.
- Dos carreteras de menor rango comunican directamente Mairena con Torreblanca (Sevilla), la A-8026, y hacia el sur con la A-92, (la SE-210). La A-8025 ("Carretera de Brenes") enlaza con la carretera de Carmona-Brenes.
- Hay una hipotética futura conexión con el Metro de Sevilla, a la altura de la estación alcalareña de Montecarmelo.
- Antiguamente, existía una línea férrea que iba desde Carmona hasta Sevilla pasando por el sur de El Viso y Mairena y pasando por Alcalá.
- La Vía Verde de Los Alcores (compuesta de caminos de albero) discurre también por el término mairenero.
- Por la carretera de la vega, la SE-210, que comunica Mairena con la A-92, se accede al Aeródromo de Los Alcores, situado también en Mairena.

## Economía

#### Evolución de la deuda viva municipal
El concepto de deuda viva contempla sólo las deudas con cajas y bancos relativas a créditos financieros, valores de renta fija y préstamos o créditos transferidos a terceros, excluyéndose, por tanto, la deuda comercial.
| Gráfica de evolución de la deuda viva del Ayuntamiento de Mairena del Alcor entre 2008 y 2023                |
| |
| Deuda viva del Ayuntamiento de Mairena del Alcor, en miles de euros, según datos del Ministerio de Hacienda. |

#### Cadenas de empresas
Varias cadenas locales a mencionar:
- La línea de supermercados Hermanos Morillo S.L. con dos locales en el municipio y un tercero en el pueblo vecino El Viso.
- La cadena de heladerías Miquel, con dos locales en Mairena y habiéndose expandido a las localidades del Viso del Alcor, Islantilla, El Rompido y Zahara de los Atunes, con un local en cada una.

## Oferta educativa
En Mairena del Alcor funcionan actualmente 7 colegios (públicos), de educación infantil y primaria:
- C.E.I.P. Isabel Esquivel, conocido como "El Castillo"
- C.E.I.P. San Bartolomé, conocido como "La Barriada"
- C.E.I.P. Manuel Romero Arregui, conocido como "La Academia"
- C.E.I.P. Antonio González, conocido como "El Patriarca"
- C.E.I.P. Huerta Retiro
- C.E.I.P. Juan Caraballo, conocido como "El poli"
- C.E.I.P. Isabel Rodríguez Navarro, conocido como "El Prior"

Además, existen 2 institutos de Educación Secundaria:
- I.E.S. María Inmaculada, conocido como "El Chorrillo"
- I.E.S. Los Alcores

## Patrimonio
- Castillo de Luna, restaurado y transformado en hogar del gran arqueólogo George Bonsor

### Santuarios
- Capilla del Cristo de la Cárcel

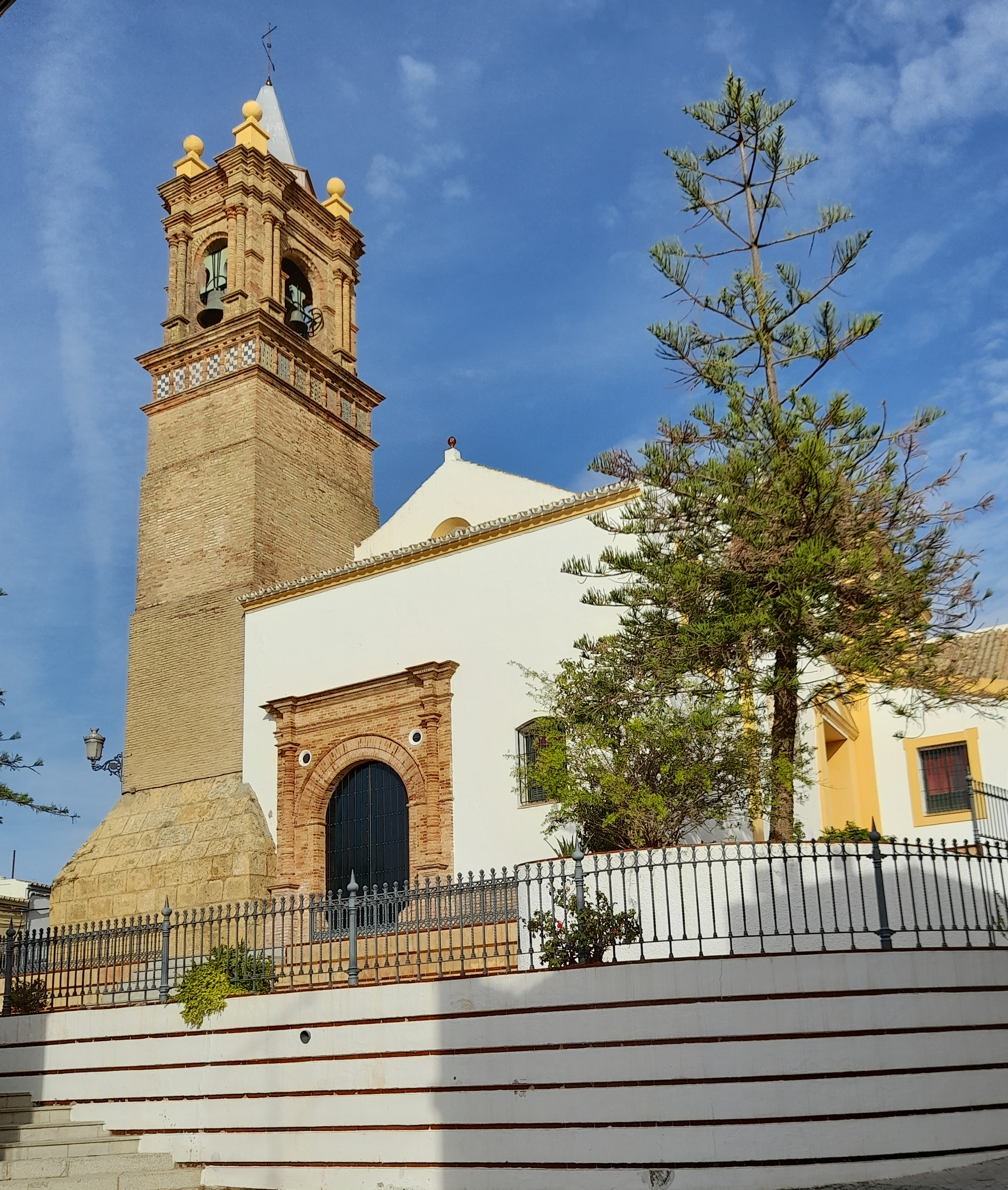
Iglesia de la Asunción

- Iglesia parroquial Santa María de la Asunción, del siglo XV
- Ermita de San Sebastián, donde se encuentra en el altar mayor la Patrona de la villa, Nuestra Señora de los Remedios Coronada
- Iglesia de María Inmaculada, ubicada en el barrio de La Barriada.
- Ermita de Santa Lucía, Actualmente sólo pueden apreciarse ya algunos restos de los muros del tapial medieval pero los cimientos son romanos con sillares. La base parece ser un castellum aquae o aljibe, romano y en las proximidades se ha encontrado cerámica tipo terra sigilata hispánica, sillares y ladrillos, restos propios de una villae romana.. Esta ermita fue demolida por un propietario de terrenos aledaños a este santuario debido a los importantes estragos que hacían los devotos en sus visitas a dicho templo.
- Casa-Palacio de los duques de Arcos - Auditorio, construcción de origen mudéjar, data del siglo XV.

### Otros
- Molinos hundidos
- Fuente de Alconchel
- Monumento a los Verdeadores

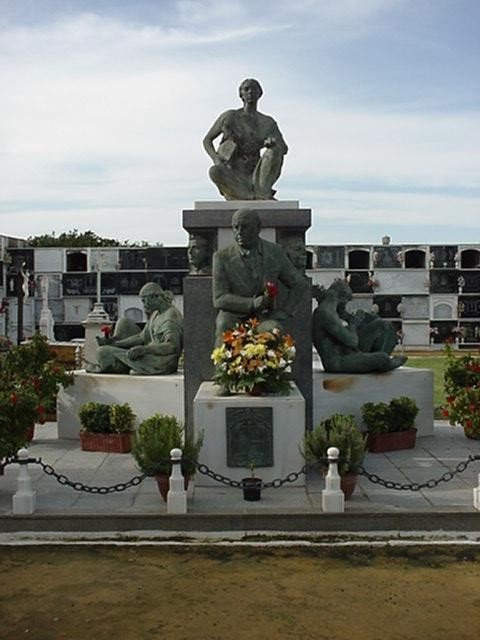
Tumba del cantaor flamenco Antonio Mairena

- Monumento a la Cultura, en la plaza Antonio Mairena.
- Monumento a Cervantes, en la calle de su mismo nombre.
- Monumento al Cante Jondo, situado también en la calle Cervantes.
- Mausoleo de Antonio Mairena, en el cementerio mairenero de San José.
- Lavaderos de la Atajea
- Villa del Conocimiento y de las Artes, (VICA)
- Fuente del recinto ferial
- Monumento a la Mujer Andaluza, ubicado en el paseo de la avenida de Andalucía.
- Monumento a la Feria de Mairena
- Torre telegráfica, conocida como El Torreón. Fue construida a mediados del siglo XIX por el Ministerio de la Gobernación y pertenecía a la Línea telegráfica de Andalucía para enviar mensajes del ministro a los gobernadores civiles de Sevilla y Cádiz. esta torre se comunicaba mediante señales visuales con las torres anteriores de Carmona (como el Torreón del Picacho) y con la torre posterior de Torre de Quintos (en Dos Hermanas). [consultar telegrafiaoptica.wikispace.com]

## Fiestas

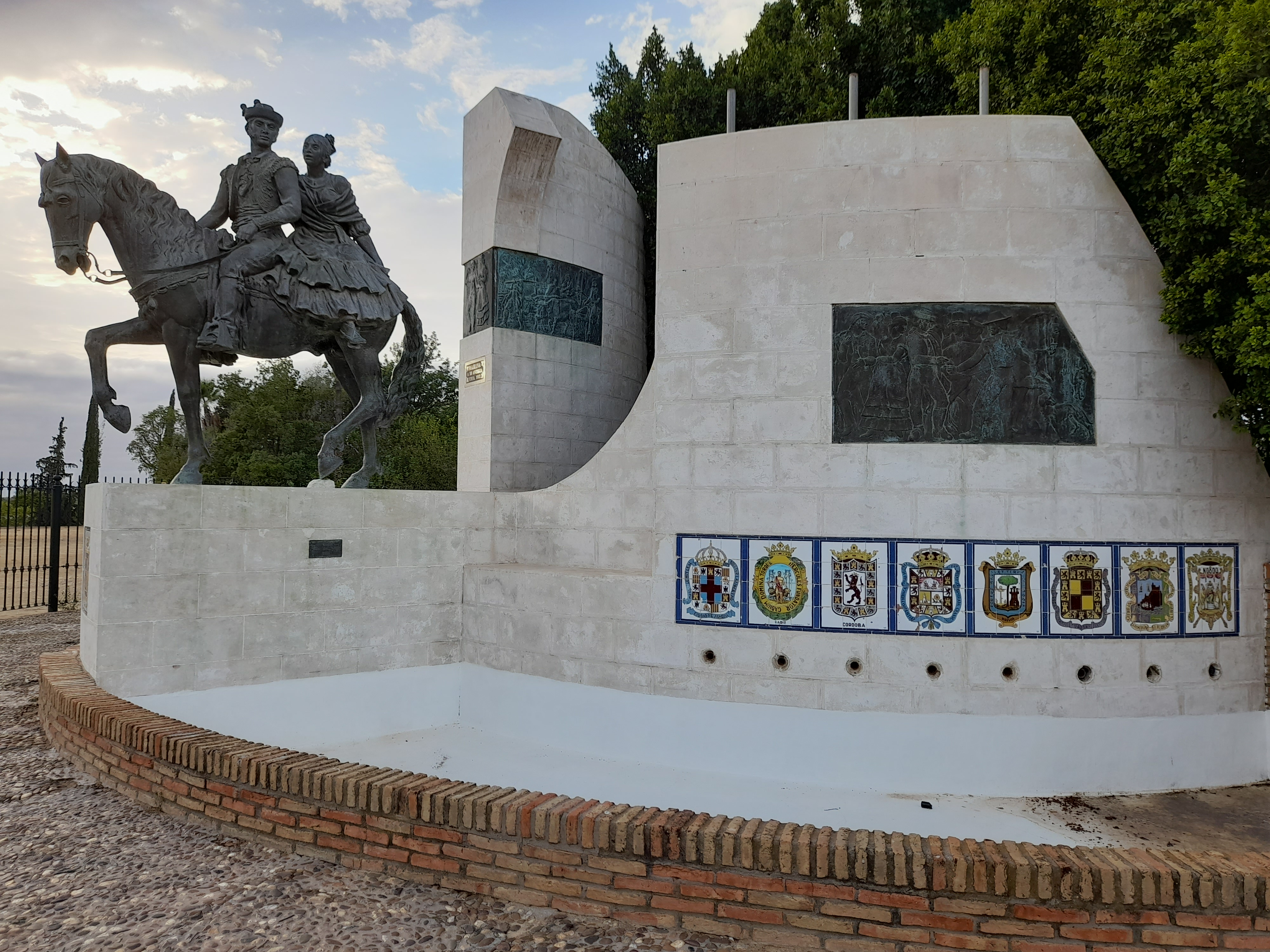
Monumento a la Feria de Mairena del Alcor, en el recinto ferial de la localidad. Fue realizado por los hermanos Antonio y Jesús Gavira Alba en 1982.

- Feria de Abril de Mairena del Alcor, 1.ª feria de Andalucía. (Declarada de Interés Turístico Nacional)

El "arco triunfal" de la feria de Mairena del Alcor es un diseño Neoclásico de ornamentación Barroca del local José Manuel Peña que se inauguró en el año 2007. Esta fiesta declarada de Interés Turístico Nacional de Andalucía luce 100 000 bombillas. 40 000 farolillos azules y naranjas, colores de la bandera municipal, cubren el cielo del Real y ponen el toque de luz y color. Los acordes musicales corren a cargo de la banda municipal de música que año tras año interpretan los himnos de Andalucía y España, además de algunas sevillanas.
La población se multiplica por cinco y para garantizar la seguridad se organiza un dispositivo en el que participan efectivos sanitarios, protección civil, bomberos, policía local y Guardia Civil.
La feria de Ganado de Mairena se originó en el año 1441. El rey Juan II de Castilla facilitó a Pedro Ponce de León, señor de Mairena, la repoblación del lugar proporcionando el abastecimiento de productos y la movilidad de los ganados por la comarca. Con el tiempo se ha convertido en un evento ligado al ocio y al esparcimiento. La feria ha sido musa de numerosos escritores y artistas que plasmaron con tinta y óleo la esencia, el color y las costumbres de la fiesta mairenera, como Estébanez Calderón, Gustavo Adolfo Bécquer, Valeriano Bécquer o Lamayer. Su lugar de celebración fue la calle Mesones, actual calle San Fernando, y la explanada del Mercado situada delante de la ermita de San Sebastián, abarcando todo el actual paseo de la feria y la Barriada.
Desde el año 1982 se celebra en el recinto ferial Alcalde Antonio Delgado de 11 000 m² que se encuentra en la entrada de la localidad y alberga 47 casetas públicas y privadas. El Real está escoltado, a un lado, por un conjunto escultórico que representa al héroe cervantino y Sancho Panza en posición desafiante frente a un molino de viento, obra del escultor José Manuel Díaz. Por otro lado, un conjunto escultórico que representa a una pareja montada a caballo, realizada en bronce, obra de los artistas Antonio y Jesús Gavira que se sitúa sobre una fuente de ocho chorros.
- Procesión del Santísimo Cristo de la Cárcel (18 de marzo con precedida de su traslado a la iglesia mayor, el día 11, Solemne Quinario entre los días 12 y 16 y Función Principal de Instituto el 17 de marzo)
- Carnaval (febrero)
- Semana Santa
- Salida Procesional de San Bartolomé (24 de agosto)
- Procesión de Virgen de los Reyes (15 de agosto)
- Procesión de Nuestra Señora de los Remedios Coronada (8 de septiembre)
- Romería de Ntra. Sra. Remedios Coronada (Último domingo del mes de septiembre)
- Festival de Cante Jondo Antonio Mairena (Fiesta Declarada de Interés Turístico de Andalucía) (Primer sábado de septiembre)
- Concurso de aceitunas aliñás, ya por su decimotercera edición.[8]

## Deportes
En Mairena de Alcor existen numerosos clubes y asociaciones dedicados al fomento del deporte en el municipio. Entre otros:
- CD Mairena: Militante en primera andaluza grupo 2.
- La Barrera CF: militante en Primera Andaluza Grupo 2, equipo local del estadio Jozabed Sánchez Ruiz.
- Club gimnasia rítmica Maharana.

El pabellón municipal Miguel Ángel Gómez Campuzano fue inaugurado un año antes del trágico accidente de tráfico mortal que tuvo el ilustre atleta.